# Operação de Risco
Operação de Risco, licenciamento do programa Operação Policial exibido no canal TruTV, é um reality show exibido pela RedeTV! com criação e produção da Medialand. Inspirado em formatos como o do reality americano Cops. O programa é semanal, apresentado pelo delegado Jorge Lordello. Até junho de 2011 a emissora estava transmitindo reprises da atração, até a produtora Medialand por meio de um rompimento no contrato impedir sua apresentação devido a falta de pagamento e acumular cerca de 400 mil reais em atrasos. Em julho de 2012 a emissora decidiu reprisar novamente a atração.
Em 2013 o programa retornou reformulado pela própria RedeTV! em uma nova temporada.
O novo Operação de Risco é o primeiro reality policial da TV brasileira. Com um conceito inovador, o programa coloca o telespectador dentro das ações conduzidas pelas polícias municipal, militar, civil e técnico-científica.
Apresentado por Alexandre Zakir, a nova temporada do Operação de Risco está muito mais dinâmica e mostrará grandes operações policiais por todo o Brasil. Cenas reais de todas as etapas das ações policiais, do planejamento às abordagens, das investigações às perícias técnicas, valorizando o trabalho da polícia que combate a criminalidade.
Devido a lei eleitoral, Zakir deixa o posto de apresentador em junho de 2014 para dedicar-se à sua candidatura e o especialista em segurança Jorge Lordello assume o programa.
Em outubro de 2014, Jorge se torna o novo apresentador titular do Operação e além disso, o programa deixa de ser administrado pelo artístico da emissora e agora vai para o jornalismo.

## História
Operação de Risco, licenciamento do programa Operação Policial,  é o primeiro reality show da TV brasileira que se propõe a retratar sem meios-tons um universo profissional na fronteira entre a vida e a morte. O programa mostra o dia-a-dia das operações das polícias militar, civil e técnica do estado de São Paulo como realmente acontecem. Do nascimento do crime até sua resolução, da estratégia policial até a ação propriamente dita, tudo é acompanhado em tempo quase real.
Em 3 de julho de 2011, passou a ser exibido pela Rede Record durante o programa Domingo Espetacular com o nome de Câmera em Ação. Na estreia o quadro atingiu picos de 16 pontos de audiência na cidade de São Paulo.
Mas a RedeTV! teria prometido voltar com a exibição do reality, mas segundo o advogado da empresa Sérgio D’Antino disse que ele "provavelmente" será exibido dentro do Domingo Espetacular.
Em março de 2013 o programa retornou a RedeTV!, desta vez dirigido e produzido pela própria emissora, mais dinâmico, o programa agora passou a acompanhar não só as operações policiais em São Paulo, como também em outros Estados, como por exemplo Santa Catarina e Rio de Janeiro.
Na temporada de 2016 do reality, Lordello passa a apresentar o programa na rua, não mais no estúdio, como era feito nos anos anteriores. Pouco tempo depois, voltou a ser feito do estúdio.
Em 2018, o programa teve pela primeira vez uma versão diária, exibida ás 18h, durando pouco tempo, com reprises de programas anteriores e boletins ao vivo do jornalismo, com Edie Polo e do esporte, com Silvio Luiz, estes virando programas próprios depois, também durando pouco tempo na emissora.
Em 2021, ganhou uma variante na própria emissora, o Resgate 193, com exibição nas noites de sexta, mas esta atração durou pouco tempo. Em 2022, o Operação de Risco passou a ter uma reprise nas noites de sexta, substituindo o RedeTV! Extreme Fighting, que saiu do ar por causa da perda do ONE Championship pro Grupo Globo.
Em 2023, a atração ganha novamente uma versão diária, intitulada de Hora de Ação, substituindo o Alerta Nacional, extinto devido a baixa audiência e as várias falas polêmicas de seu apresentador, Sikêra Júnior.

## Episódios
- Tiro no Escuro - exibido em 8 de fevereiro de 2010

Assaltantes ousados invadem um residencial-flat lotado em plena hora de rush. Local: a movimentada região da Avenida Paulista. O alarme dispara e a polícia chega em minutos. Os ladrões ainda estão no saguão do prédio. Comandando os homens da PM, um coronel. Há perseguição e tiros. O coronel mata um dos bandidos, jovem de 19 anos, a mesma idade de seu filho. E lamenta, abalado, explicando que a função do policial, na verdade, é a de proteger vidas.
- Capitão Gancho - exibido em 8 de fevereiro de 2010

A Polícia Civil de São Paulo mobiliza seus departamentos para uma mega operação contra um inimigo em comum: a pirataria. Um dia de ação conjunta para cercar os comerciantes de produtos piratas, na operação denominada Capitão Gancho.
São mostrados os preparativos minuciosos da Policia Civil, as apreensões dos produtos pirateados e até um estouro de um depósito ilegal. Esta história mostra como a inteligência da policia funciona em prol da população. No final, há o acompanhamento do enterro do policial Rafael Terra, que participou da Operação e foi vítima de um assalto no dia seguinte.
- Urgência - exibido em 15 de fevereiro de 2010

Vinte e quatro horas por dia, sete dias por semana, o Corpo de Bombeiros fica de prontidão para resgate e salvamento em toda a região metropolitana.
- Estourando a Boca - exibido em 22 de fevereiro de 2010

Denúncia leva o GARRA (Polícia Civil) a investigar um local de venda de entorpecentes e, após 21 dias de operação, identificar e prender os traficantes.
- Comércio Ilegal - exibido em 1 de março de 2010

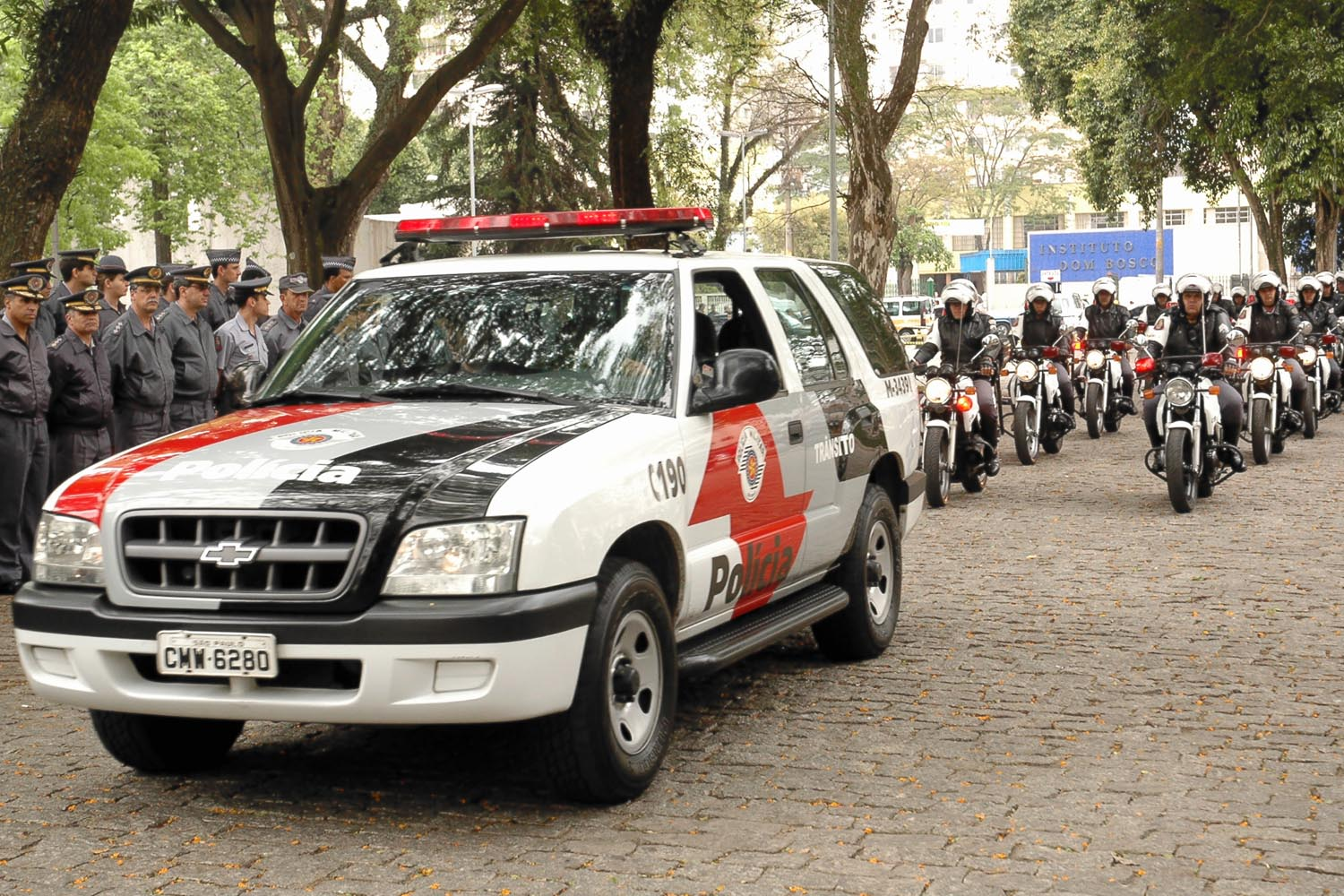
Viatura da PM de São Paulo.

Acompanhamento de operações de flagrantes a desmanches de motos na cidade de São Paulo. Os policiais da DIVECAR seguem então para a região central. Com toda a operação planejada em cima de lojas de motos que foram investigadas e acusadas por desmanchar motos roubadas. Temos aqui uma história cheia de ação e que tratam de um crime muito presente no dia-a-dia de cada um de nós.
- Mistério no Hotel - exibido em 1 de março de 2010

Na ronda da camareira um hospede é encontrado morto. Na cena do crime muitas incógnitas e uma grande suspeita: a arma encontrada pode desvendar outros homicídios. Os experientes policiais e peritos começam agora uma grande investigação.
- Operação Saturação - exibido em 8 de março de 2010

O aumento da criminalidade em uma região leva a polícia ocupar essa área. Durante 99 dias, ela vai suprimir a existência de um poder paralelo e resgatar o livre exercício da cidadania.
- Falsa Impressão - exibido em 15 de março de 2010

Acompanhamento de uma investigação inusitada que desmontou uma quadrilha especializada em falsificar cartuchos de tinta para impressoras, um dos produtos caros do mercado de computadores. Nessa história, DEIC (Polícia Civil) e Instituto de Criminalística trabalham juntos para combater o crime.
- Piratas da Mata - exibido em 15 de março de 2010

Aproximadamente 700 km são percorridos na região paulista de Itapetininga para acompanhar a Polícia Ambiental na operação “Palmiteiros”. Os policiais embrenharam-se mata adentro e apreenderam uma carga enorme de palmitos in natura e cozidos. Essa é uma história de muita aventura, pé na lama e um planejamento preciso da Polícia Militar Ambiental.
- Linha Terminal - exibido em 22 de março de 2010

Na região da cracolândia, o Coronel Telhada e seu batalhão chegam para tentar diminuir o uso do Crack no Centro de SP.
- A Sangue Frio - exibido em 22 de março de 2010

Um policial militar recebe três tiros na nuca. Ele foi assassinado por traficantes que estavam dentro do seu carro. Uma testemunha ouviu os tiros e descreve à polícia os dois atiradores que fugiram a pé. Os investigadores do DHPP (Departamento de Homicídios e Proteção à Pessoa), da Polícia Civil, localizam o celular de um dos criminosos. O rapaz foi preso e informa o endereço do comparsa. Com ajuda do SOE(Setor de Operações Especiais da Polícia Civil), o Delegado e os Investigadores chegam à casa do segundo atirador, que está com a prisão decretada, mas continua foragido.
- Encanada - exibido em 29 de março de 2010

O dono de uma transportadora suspeita que o conteúdo de uma carga seja ilegal. Oficialmente eram peças de bicicletas motorizadas destinadas a um cliente da África do Sul. O empresário procura à polícia para não ser responsabilizado por crimes. Os Investigadores da Polícia CIvil desconfiam que haja mesmo algo de errado. As peças estão emperradas. Dentro delas há cocaína. O levantamento das informações aponta para um estrangeiro. A prisão é feita na entrada de um hotel no centro da cidade.
- Linha Cruzada - exibido em 29 de março de 2010

A Delegacia especializada em crimes eletrônicos do DEIC descobre uma quadrilha que fraudava serviços da Embratel. Um site vendia serviços inexistentes da empresa. Os investigadores da Polícia Civil descobriram o endereço da empresa, apreenderam toda a mercadoria fraudada e o site foi tirado do ar. O estelionatário está com prisão preventiva decretada.
- Saque Fatal - exibido em 5 de abril de 2010

Marido e mulher saem de um banco, são seguidos por assaltantes e baleados durante o roubo. O DHPP (Polícia Civil) é acionado para desvendar o crime de autoria desconhecida.
- Sem Freio - exibido em 5 de abril de 2010

Uma mega-operação surpreende jovens disputando corrida numa das mais movimentadas avenidas da cidade. A Polícia Militar encurrala carros num grande corredor de asfalto. Uma equipe de policiais fica na retaguarda para impedir a fuga em marcha-a-ré. Á frente, outra equipe fecha a pista. Veículos e carteiras de habilitação de trinta infratores são apreendidos.
- Desmontando o Crime - exibido em 12 de abril de 2010

Acompanhamento das operações de flagrante a um desmanche na cidade de São Paulo. Na história, os policiais da DIVECAR (Polícia Civil) localizam e flagram um senhor de 58 anos que compra carros roubados e os desmonta em um galpão caseiro.
- Jogo Sujo - exibido em 12 de abril de 2010

O GOE(Grupo de Operações Especiais), da Polícia Civil, sai de madrugada para investigar denúncia de pedofilia numa das avenidas mais conhecidas da zona sul paulistana. A investigação muda de rumo repentinamente. Um discreto bingo clandestino funciona a pleno vapor na região. Os policiais civis do GOE conseguem localizar a entrada através da garagem. Explode o flagrante. As máquinas de jogo são programadas para vencer. Todos são detidos e o material apreendido.
- Caiu na Rede - exibido em 19 de abril de 2010

Em alto mar, a Polícia Militar Ambiental fiscaliza barcos de pesca. Durante 5 horas, várias embarcações foram vistoriadas e apenas uma autuada. A malha da rede usada pelos pescadores estava fora de padrão. Os trezentos quilos de camarões apreendidos foram doados para entidades assistenciais. O dono do barco foi levado ao Distrito Policial.
- Fim de Linha - exibido em 19 de abril de 2010

Quadrilha rouba um automóvel e o estaciona perto de um desmanche. Observam o carro por 48 horas, a fim de se certificar da inexistência de sistema de rastreamento por satélite. Avisados por denúncia anônima, policiais civis do GARRA acompanham o movimento e efetuam a prisão em flagrante.
- Palmeiras X Ponte Preta - exibido em 26 de abril de 2010

A polícia trabalha intensamente para manter a ordem e dar segurança dentro e fora de um campo de futebol. Veja todo o esquema que envolve mais de 2000 policiais para que corra tudo bem numa importante partida entre Palmeiras e Ponte Preta.
- A Vida por um Triz - exibido em 3 de maio de 2010

As imprudências no trânsito fazem mais uma vítima. Motoqueiro atropelado é atendido pela equipe do Resgate Aéreo e levado com traumatismo craniano para um dos maiores hospitais da cidade.
- Parada Final - exibido em 3 de maio de 2010

Travestis e Prostitutas são vitimas de exploração sexual na Av Indianópolis, na Zona Sul da cidade. Um travesti é assassinado, e a Polícia Civil, por meio do DHPP, entra em ação para prender os criminosos.
- Operação Cupido - exibido em 10 de maio de 2010

Uma das datas de maiores vendas de DVDs e CDs piratas é o dia dos namorados. Por isso, a polícia montou a Operação Cupido para desmontar quadrilhas especializadas em pirataria e diminuir esse comércio ilegal.
- O Palhaço - exibido em 17 de maio de 2010

Uma quadrilha se vestia de palhaço e assaltava joalherias é presa depois que um dos criminosos rouba uma Lotérica e atira na recepcionista da loja.
- Bafômetro - exibido em 17 de maio de 2010

Acompanhe as blitz que acontecerão na chegada da lei “Tolerância Zero” para o álcool e a direção.

## Audiência
O programa atualmente em sua nova fase é uma das maiores audiências da RedeTV! nos sábados e costuma marcar entre 3 e 4 pontos atingindo o 4.° lugar no IBOPE na Região Metropolitana de São Paulo.

## Reprise
O programa é reprisado aos domingos às 05:00 e a audiência também é satisfatória para a emissora chegando ao 4.° lugar no IBOPE.